# トーマス・ステビング
トーマス・ステビング（Thomas Roscoe Rede Stebbing F.R.S., F.L.S.、1835年2月6日 - 1926年7月8日）は、イギリスの動物学者である。甲殻類の専門家である。イギリス国教会の牧師であったが、多くの一般向けの著作のなかで進化論を、擁護した。チャレンジャー号探検航海で得られた甲殻類の研究で知られる。

## 生涯
ロンドンのEuston Squareに生まれた。父親は聖職者で雑誌"Athenaeum"の編集者のヘンリー・ステビングである。オックスフォード大学のキングス・カレッジなどで学び、ウスター・カレッジで神学の講義を行い、フェローなどをつとめ、1866年には学寮長（ディーン）になった。1858年にイギリス国教会からオックスフォードの司祭に任じられた。
1863年まで、サリー州のReigateで教えた時代に、昆虫学者のウィリアム・ソーンダースと娘の植物画家のメリー・アン・ソーンダースと出会い、博物学を学び始め、1867年にメリー・アンと結婚した。結婚後、デヴォン州のトーキー(Torquay)に移り、講義のかたわら、神学、進化論、博物学に関する著述をはじめた。
1873年に甲殻類に関する論文を執筆し、翌年から端脚目（Amphipoda）の研究をはじめた。1877年に研究に適したRoyal Tunbridge Wellsに移った。生活が豊かになると講義をやめ、執筆に専念した。1895年にロンドン・リンネ協会のフェロー、1896年に王立協会のフェローに選ばれた。1908年にリンネ・メダルを受賞した。リンネ協会に女性が入会できるように尽力し、妻のメリー・アンがリンネ協会に入会した最初の女性となった。
科学の分野では110を越える論文を執筆し、チャレンジャー委員会のA.M.ノーマン師の依頼で、1872年から1876年の間に海洋調査船、チャレンジャー号が集めた甲殻類について、原記載を見直し、資料を調べて総説論文（モノグラフ）を執筆した。クーマ目(
Cumacea)に関するモノグラフやスコットランドの博物学者、デーヴィッド・ロバートソンの伝記も執筆した。
聖職者としての教育を受けたステビングはダーウィンの進化論に反対することを期待されたが「『種の起源』を読んで、否定するかわりに私は彼の熱烈な弟子になった、と告白しなければならない」と表明し、進化論に関してダーウィンに反対する記事を分析する多くの論文を書いた。彼の行動は、宗教的な説教を行うことを禁じられることになった。